# Zonitoides nitidus
Zonitoides nitidus es una especie de gastrópodo pulmonado terrestre de la familia Gastrodontidae. 

## Descripción
Tamaño de la concha: 3,5 mm. Anchura de la concha: 6 mm.

## Distribución y hábitat
Zonitoides nitidus se encuentra distribuido como especie nativa por Europa y Norteamérica. No aparece en la lista roja y su estatus es de no evaluado (NE). Como especie no nativa, ha sido hallado en Brasil, Argentina, Uruguay y Chile. Su hábitat es en las tierras húmedas.